# Dean Armstrong
Dean Armstrong, född 24 april 1973 i Owen Sound i Ontario, är en kanadensisk skådespelare. Han är far till Ryan Kiera Armstrong, som även hon arbetar inom skådespelarbranschen.

## Bakgrund
Armstrong föddes i staden Owen Sound, belägen i den kanadensiska provinsen Ontario. Han studerade i vuxen ålder vid Queen's University i Kingston, Ontario, där han tog examen i teaterkonst.

## Karriär
År 2000 syntes Armstrong i rollen som den återkommande karaktären Blake i TV-serien Queer as Folk. År 2005 syntes han även i den kanadensiska uppsättningen av Jonathan Larson-musikalen Tick, Tick... Boom!.

## Filmografi (i urval)

### Filmer
- 2008 – Repo! The Genetic Opera
- 2010 – Saw 3D
- 2011 – Wrong Turn 4: Bloody Beginnings
- 2014 – Joy Ride 3: Roadkill
- 2023 – The Old Way

### TV-serier
- 1999 – En andra chans (TV-serie)
- 1999 – Earth: Final Conflict (TV-serie)
- 2000–2005 – Queer as Folk (TV-serie)
- 2003 – Doc (TV-serie)
- 2011 – The Listener (TV-serie)
- 2011 – Alphas (TV-serie)
- 2012 – Flashpoint (TV-serie)
- 2013 – Copper (TV-serie)
- 2018 – Supernatural (TV-serie)